# The Lure
Pour plus de détails, voir Fiche technique et Distribution.
The Lure (Córki dancingu) est un film polonais réalisé par Agnieszka Smoczyńska, sorti en 2015.

## Synopsis
Deux sœurs sirènes, Or et Argent, intègrent une famille de musiciens et s'impliquent dans le monde des humains. L'une d'entre elles, Argent, tombe amoureuse d'un bel homme. Mais si le garçon tombe amoureux d'une autre, elle devra le dévorer pour ne pas se transformer en écume.

## Fiche technique
- Titre : The Lure
- Titre original : Córki dancingu
- Réalisation : Agnieszka Smoczyńska
- Scénario : Robert Bolesto
- Musique :
- Production :
- Chorégraphie : Kaya Kołodziejczyk
- Pays d'origine : Pologne
- Langue : Polonais
- Format : Couleur
- Genre : Fantastique, horreur et musical
- Lieux de tournage : Pologne
- Durée : 92 minutes
- Dates de sortie :
  -  Pologne : 25 décembre 2015
  -  États-Unis : 22 janvier 2016 au Festival du film de Sundance
  -  Suisse : 5 juillet 2016 (Festival international du film fantastique de Neuchâtel 2016)
  - Japon : 10 février 2018

## Distribution
- Marta Mazurek : Silver
- Michalina Olszańska : Golden
- Kinga Preis : Krysia, la chanteuse
- Jakub Gierszał : Mietek
- Andrzej Konopka : le batteur
- Zygmunt Malanowicz (en) : le gestionnaire de maison
- Katarzyna Herman (en) : Milicjantka
- Marcin Kowalczyk : Tryton/Dedal
- Joanna Niemirska : Nerka
- Katarzyna Sawczuk : Nancy
- Roma Gąsiorowska (en) : Rakieta
- Grzegorz Stelmaszewski (pl) : Bramkarz
- Janina Wronska : Janka, la barmaid
- Krzysztof Chmielewski : Aparat
- Piotr Skiba (pl) : Delfin
- Marta Malikowska (pl) : Lusia
- Kaya Kołodziejczyk : Crystal